# (1064) Aethusa
(1064) Aethusa – planetoida z pasa głównego asteroid okrążająca Słońce w ciągu 4 lat i 22 dni w średniej odległości 2,54 au. Została odkryta 2 sierpnia 1926 roku w Landessternwarte Heidelberg-Königstuhl w Heidelbergu przez Karla Reinmutha. Nazwa planetoidy pochodzi od łacińskiej nazwy rośliny jednorocznej, blekotu pospolitego. Przed nadaniem nazwy planetoida nosiła oznaczenie tymczasowe (1064) 1926 PA.